# Campeonato Tocantinense 1997
In 1997 werd het vijfde Campeonato Tocantinense gespeeld voor clubs uit de Braziliaanse staat Tocantins. De competitie werd georganiseerd door de FTF en werd gespeeld van 30 maart tot 29 juni. Gurupi werd kampioen.

## Eerste toernooi

### Groep A
| Plaats | Club       | Wed. | W | G | V | Saldo | Ptn. |
| ------ | ---------- | ---- | - | - | - | ----- | ---- |
| 1.     | Interporto | 8    | 6 | 2 | 0 | 16:5  | 20   |
| 2.     | Gurupi     | 8    | 6 | 2 | 0 | 16:6  | 20   |
| 3.     | Palmas     | 8    | 3 | 0 | 5 | 10:13 | 9    |
| 4.     | Intercap   | 8    | 1 | 2 | 5 | 8:18  | 5    |
| 5.     | Alvorada   | 8    | 0 | 2 | 6 | 7:15  | 2    |

|  | Geplaatst voor tweede toernooi |

### Groep B
| Plaats | Club                  | Wed. | W | G | V | Saldo | Ptn. |
| ------ | --------------------- | ---- | - | - | - | ----- | ---- |
| 1.     | Kaburé                | 6    | 4 | 2 | 0 | 9:3   | 14   |
| 2.     | Araguaína             | 6    | 4 | 1 | 1 | 9:3   | 13   |
| 3.     | Tocantinópolis        | 6    | 2 | 1 | 3 | 4:6   | 7    |
| 4.     | Tocantins de Miracema | 6    | 0 | 0 | 6 | 0:10  | 0    |

|  | Geplaatst voor tweede toernooi |

## Tweede toernooi
| Plaats | Club       | Wed. | W | G | V | Saldo | Ptn. |
| ------ | ---------- | ---- | - | - | - | ----- | ---- |
| 1.     | Interporto | 6    | 4 | 1 | 1 | 9:6   | 13   |
| 2.     | Gurupi     | 6    | 3 | 2 | 1 | 6:4   | 11   |
| 3.     | Araguaína  | 5    | 1 | 2 | 2 | 8:9   | 5    |
| 4.     | Kaburé     | 5    | 0 | 1 | 4 | 3:7   | 1    |

|  | Geplaatst voor finale |

### Finale
|              |        |       |            |  |
| 22 juni Heen | Gurupi | 1 – 0 | Interporto |  |
| 22 juni Heen |        |       |            |  |

|               |               |       |        |  |
| 29 juni Terug | Interporto    | 1 – 1 | Gurupi |  |
| 29 juni Terug |               |       |        |  |
| 29 juni Terug | Strafschoppen |       |        |  |
| 29 juni Terug | 5 - 6         |       |        |  |

### Kampioen
| Campeonato Tocantinense de 1997 |
| Tocantins                       |
| ------------------------------- |
| GURUPI Kampioen (2° titel)      |